# Білоцерківський коледж сервісу та дизайну
Білоцерківський коледж сервісу та дизайну — навчальний заклад І-ІІ ступенів акредитації державної форми власності у Білій Церкві, створений у 1959 році.

## Керівництво
Степура Алла Олегівна  — директор коледжу, спеціаліст вищої категорії, викладач-методист, Заслужений працівник освіти.

## Освітня діяльність
Коледж здійснює підготовку фахівців освітньо-кваліфікаційного рівня молодшого спеціаліста на базі повної та базової загальної середньої освіти.
У коледжі готують фахівців за наступними спеціальностями:
- Кравець
- Кравець, закрійник
- Закрійник
- Перукар
- Секретар керівника
- Оператор комп'ютерного набору
- Модельєр-конструктор (моделювання та конструювання виробів народного вжитку)
- Технолог (швейне виробництво)
- Художник-модельєр (перукарське мистецтво та декоративна косметика)